# 비 파이터 카부토
《비 파이터 카부토》 (일본어: ビーファイターカブト 비 파이터 카부토[*])은 일본 토에이에서 제작한 메탈 히어로 시리즈 1996년 3월 3일 1997년 2월 16일 TV 아사히에서 방영되었다.

## 개요
「메탈 히어로 시리즈」의 15번째 작품. 광의의 「메탈 히어로」로서는 후속 프로그램의 「B-로봇 가브타크」이나 「철완탐정 로보타크」도 포함되지만, 다른 한편으로 본 작품이 마지막 메탈 히어로로 하는 견해도 존재한다(메탈 히어로 시리즈 #개요 참조).

## 등장인물

### B-파이터
- 도바 코우헤이(일본어: 鳥羽 甲平)

B-파이터의 리더인 17세 나중에 18세. 1인칭은 「나」「나」라고 하는 경우도 있다. 성성 학원 고등부2년 A조6화부터 3학년. 메르자드 일족의 침공이 시작된 날에 BF 카부트의 파일럿으로 선정되었다. 정의감이 강한 열혈한의 한편, 여동생의 유이에 머리가 오르지 않는 곳도 있다. 공부는 이마이치이지만 스포츠 만능이며, 스포츠계의 부활의 조인을 하고 있다. 그러나 고등학생이기 때문에 어린 아이들과 어려움도 많아 전투 계속으로 출석 일수가 부족하거나 수업 중에 출동 요청의 통신이 들어가거나 했다 성대하게 알람이 울려 모두의 주목을 받았다. 그 때 고헤이는 "여동생에게 포켓벨 가지고 버려서"라고 눈치채고 있었다. 일도 있었다. 그가 비파이터인 것은 학교 관계자는 유이와 유치원으로부터의 어린 친숙한 엔도 아츠코 이외는 아무도 모른다 축제에서 초빙된 아이돌 앞에서는 망설임 없이 즉시 초중갑한 적이 있다. 어린 시절은 허약 체질로 괴롭힘을 당하고 있어, 엔도에 잘 돕고 있었다.
- 타치바나 켄고(일본어: 橘 健吾)

22세. 1인칭은 「나」 혹은 「나」. 코스모 아카데미아 일본 지부 지구 환경 탐사 섹션의 연구원으로부터 BF 콰이거의 파일럿으로 선정된. 연장자로 냉정한 성격으로부터, 감정적으로 되기 쉬운 갑평과 난초를 꾸짖는 것도 자주. 원래는 카부토의 착용자를 목표로 하고 있으며, 필사적으로 훈련을 쌓아 가라테의 솜씨는 사범대도 해낼 정도. 카부토가 외부인의 갑평을 선택했다는 것을 처음에는 즐겁게 생각하지 않았지만, 유이와의 교류에서 콰가르로서 해야 할 일의 중요성을 알게 된다. 가족은 외교관의 아버지가 있다.
- 아유카와 란(일본어: 鮎川 蘭)

18세. 1인칭은 「나」. 코스모아카데미아 일본지부 전뇌공학연구원으로부터 BF텐토의 조종사로 선정된. 초등학교 1학년 때 게임 프로그램의 콩쿨에 우승할 정도로 프로그래머나 게이머로서의 재능이 지나치게 빠져, 자신의 고안한 프로그램이 거리내의 시스템에 채용되고 있다. 자신가에서 감정적으로 되기 쉬운 성격 때문에 사람의 충고가 솔직하게 받아들일 수 없는 면이 있지만 통찰력에 뛰어든다. 나중에 프리오에게 호의를 가지게 된다. 외형에 관계없이 대식이어, 평상시의 언동도 회에 따라서는 여자말이거나 남자말이거나와 우왕좌왕하고 있다. 친가는 구사쓰 온천에 있는 전통의 야마모토관 본점에서 전통의 샤미센도 연주하지만, 어릴 적부터의 꿈인 프로그래머가 되고 싶은 일심으로 가출동연히 뛰쳐나왔다. 가족에 관해서는, 아버지는 병으로 사망하고, 여장을 하고 있는 어머니는 호텔 경영의 공부를 위해서도 미국에 머무르고 있다.

### 신 B-파이터
- 맥 윈디(일본어: マック・ウィンディ)

성성학원에 유학생으로 온 미국인 고등학생. 1인칭은 '나'이지만 드물게 '나'를 사용하기도 한다. 첫 등장에서는 갑평처럼 다양한 운동부의 조인 활동을 하고 있는 것에 더해, 여자 좋아하고 쾌활한 성격이기 때문에, 난초에서는 「미국판 갑평」이라고 평가되는. 밝고 쾌활한 반면, 실수했을 때는 아무 일도 없었던 것처럼 쾌활하게 행동하면서 사람 모르고 자신의 불갑함을 부끄러워하는 일면을 가진다. 가장 특기인 스포츠는 권투와 합기도. 좋아하는 것은 스시로, 회전 스시를 자주 이용하고 있다. 성성학원의 유학생으로서 갑평 앞에 모습을 드러내 다양한 부활의 돕는 사람으로 등장해 서로 싸워온 갑평에 승리한다. 핀치가 된 비파이터의 싸움에 얀마로서 참가. 싸우는 동안 갑평과 풀어 톤보우건을 주었다.* 등장 초기는 초중갑 전후를 통해서 갈아타고 있었지만, 43화부터 초중갑전은 연기한 루벤 본인이 목소리를 맞게 되어, 초중갑후만 날아가게 되었다.
- 훌리오 리베라(일본어: フリオ・リベラ)

남미 안데스의 고고학자인 페루인당초는 페루인이라는 설정을 의식하고 검은 메이크업을 하고 있었지만, 수고가 걸리기 때문에 점차 자연 메이크업이 되어 갔다. 1인칭은 '나'지만 '나'를 사용하는 경우도 있다. 자연을 각별히 사랑하는 청년으로, 자연과 기계가 조화를 이룬 비파이터의 의미도 이해하고 있다. 한번은 밝은 포인터를 난초에 건네주지만 컴퓨터 등 현대 과학을 절대시하는 난초에서는 기동을 할 수 없고, 난초에서 들고 그녀를 가리킨다. 그리고 킬만티스와 비작과의 싸움에서 비파이터로서 필요한 것을 깨달은 그녀에게 다시 밝은 포인터를 주었다.

## 캐스트
- 도바 코우헤이 - 나카사토 히데오미(中里栄臣)
- 타치바나 켄고 - 아다치 나오토(安達直人)
- 아유카와 란 - 쿠리스 유키나(栗栖ゆきな)
- 맥 윈디 - 루벤 랭던(ルーベン・ラングダン)
- 훌리오 리베라 - 타카이와 세이지(高岩成二)
- 리 웬 - 안자이 히데키(安斎英樹)
- 소피 빌뇌브 - 하시모토 레이카(橋本麗香)

## 주제가
오프닝
- "비 파이터 카부토" (ビーファイターカブト 비 파이터 카부토[*])

엔딩